# Campeonato Profesional 1976
Il Campeonato Profesional 1976 fu la 29ª edizione della massima serie del campionato colombiano di calcio, e fu vinta dall'Atlético Nacional.

## Avvenimenti
Il Finalización è composto da due gironi: il girone A è composto dalle prime 7 dell'Apertura, mentre il B dalle ultime 7. Vengono formati degli abbinamenti tra squadre dei due gruppi: ciascuna squadra del gruppo A è abbinata a una squadra del gruppo B. Quando la squadra del gruppo B incontra l'avversaria del gruppo A cui è abbinata, gioca due partite in casa e una in trasferta. Passano al girone da 6 per l'assegnazione del titolo le prime classificate di ciascun gruppo, più le migliori 4 nella classifica complessiva (Apertura + Finalización).

## Partecipanti
- América de Cali
- Atlético Bucaramanga
- Atlético Junior
- Atlético Nacional
- Cristal Caldas
- Cúcuta Deportivo
- Deportes Quindío
- Deportes Tolima
- Deportivo Cali
- Deportivo Pereira
- Independiente Medellín
- Millonarios
- Santa Fe
- Unión Magdalena

## Torneo Apertura
|  | Pos. | Squadra                | Pt | G  | V  | N  | P  | GF | GS | DR  |
|  | ---- | ---------------------- | -- | -- | -- | -- | -- | -- | -- | --- |
|  | 1.   | Millonarios            | 37 | 26 | 15 | 7  | 4  | 49 | 22 | +27 |
|  | 2.   | Atlético Junior        | 37 | 26 | 16 | 5  | 5  | 35 | 17 | +18 |
|  | 3.   | Deportivo Cali         | 29 | 26 | 11 | 7  | 8  | 35 | 28 | +7  |
|  | 4.   | Atlético Nacional      | 27 | 26 | 11 | 5  | 10 | 30 | 24 | +6  |
|  | 5.   | Santa Fe               | 27 | 26 | 8  | 11 | 7  | 25 | 26 | -1  |
|  | 6.   | Cristal Caldas         | 26 | 26 | 11 | 4  | 11 | 34 | 34 | 0   |
|  | 7.   | Cúcuta Deportivo       | 26 | 26 | 8  | 10 | 8  | 24 | 28 | -4  |
|  | 8.   | Atlético Bucaramanga   | 25 | 26 | 8  | 9  | 9  | 26 | 28 | -2  |
|  | 9.   | Unión Magdalena        | 24 | 26 | 9  | 6  | 11 | 27 | 29 | -2  |
|  | 10.  | Deportivo Pereira      | 23 | 26 | 7  | 9  | 10 | 29 | 35 | -6  |
|  | 11.  | Independiente Medellín | 22 | 26 | 7  | 8  | 11 | 23 | 37 | -14 |
|  | 12.  | Deportes Tolima        | 21 | 26 | 6  | 9  | 11 | 23 | 35 | -12 |
|  | 13.  | Deportes Quindío       | 20 | 26 | 4  | 12 | 8  | 29 | 37 | -8  |
|  | 14.  | América de Cali        | 20 | 26 | 9  | 2  | 15 | 34 | 43 | -9  |

Legenda:

         Agli spareggi per il 1º posto dell'Apertura.
         Inserito nel gruppo A.
         Inserito nel gruppo B.
Note:
Due punti a vittoria, uno a pareggio, zero a sconfitta.

### Spareggio per il 1º posto

#### Andata
| Arbitro: | Canessa |

|                                           |           |              |
| Verón 24’, 83’ Martínez 55’ Maldonado 59’ | Marcatori | 43’ Converti |

#### Ritorno
| Arbitro: | Delgado |

|                                             |           |              |
| Tamayo 27’, 107’ Della Savia 40’ Ortega 81’ | Marcatori | 69’ Martínez |

Questo incontro fu sospeso dall'arbitro Delgado dopo il gol del 4-1. I 90 minuti regolamentari terminarono 3-1 in favore del Millonarios: questo risultato decretava campione dell'Apertura il Junior, in virtù della vittoria per 4-1 ottenuta all'andata. Tuttavia, la DIMAYOR dispose che venissero giocati altri 30 minuti, accogliendo il ricorso del Millonarios che, sostenendo di avere la possibilità di classificarsi al primo posto in caso di vittoria per 4-1, chiese di poter giocare un altro incontro. I 30 minuti accordati dalla DIMAYOR furono interpretati in modo diverso dalle due formazioni: mentre il Junior li considerò dei normali tempi supplementari, il Millonarios li considerò una partita a sé stante, una specie di spareggio, con relativi due punti in palio. Allorché Tamayo segnò un gol (del 4-1 secondo l'interpretazione del Junior, dell'1-0 secondo quella del Millonarios) iniziarono numerosi disordini in campo, che causarono la sospensione dell'incontro. Nella mattinata del 27 luglio la DIMAYOR comunicò la decisione di assegnare il titolo di Apertura tramite sorteggio da tenersi nella sera del giorno seguente: questo sorteggio fu trasmesso dal Canal Nacional alla presenza delle delegazioni delle due squadre. L'estrazione del numero "4" assegnò il titolo al Junior.

## Torneo Finalización
Abbinamenti: Atl. Nacional-Ind. Medellín; Cristal Caldas-Dep. Pereira; Cúcuta-Atl. Bucaramanga; Dep. Cali-América; Junior-Unión Magdalena; Millonarios-Dep. Quindío; Santa Fe-Dep. Tolima.

### Gruppo A
|  | Pos. | Squadra           | Pt | G  | V  | N  | P  | GF | GS | DR  |
|  | ---- | ----------------- | -- | -- | -- | -- | -- | -- | -- | --- |
|  | 1.   | Atlético Nacional | 26 | 21 | 10 | 6  | 5  | 38 | 18 | +20 |
|  | 2.   | Millonarios       | 26 | 21 | 8  | 10 | 3  | 40 | 29 | +11 |
|  | 3.   | Deportivo Cali    | 26 | 21 | 11 | 4  | 6  | 43 | 35 | +8  |
|  | 4.   | Cristal Caldas    | 23 | 21 | 9  | 5  | 7  | 34 | 28 | +6  |
|  | 5.   | Santa Fe          | 21 | 21 | 8  | 5  | 8  | 24 | 26 | -2  |
|  | 6.   | Atlético Junior   | 20 | 21 | 6  | 8  | 7  | 27 | 28 | -1  |
|  | 7.   | Cúcuta Deportivo  | 15 | 21 | 4  | 7  | 10 | 23 | 37 | -14 |

Legenda:
         Qualificato al girone finale.
Note:
Due punti a vittoria, uno a pareggio, zero a sconfitta.

### Gruppo B
|  | Pos. | Squadra                | Pt | G  | V | N  | P  | GF | GS | DR  |
|  | ---- | ---------------------- | -- | -- | - | -- | -- | -- | -- | --- |
|  | 1.   | Deportes Quindío       | 25 | 21 | 7 | 11 | 3  | 28 | 22 | +6  |
|  | 2.   | Independiente Medellín | 22 | 21 | 8 | 6  | 7  | 32 | 32 | 0   |
|  | 3.   | Atlético Bucaramanga   | 21 | 21 | 7 | 7  | 7  | 22 | 27 | -5  |
|  | 4.   | Unión Magdalena        | 20 | 21 | 4 | 12 | 5  | 23 | 24 | -1  |
|  | 5.   | América de Cali        | 19 | 21 | 6 | 7  | 8  | 28 | 28 | 0   |
|  | 6.   | Deportivo Pereira      | 19 | 21 | 5 | 9  | 7  | 26 | 33 | -7  |
|  | 7.   | Deportes Tolima        | 15 | 21 | 4 | 7  | 10 | 18 | 39 | -21 |

Legenda:
         Qualificato al girone finale.
Note:
Due punti a vittoria, uno a pareggio, zero a sconfitta.

## Classifica complessiva
|  | Pos. | Squadra                | Pt | G  | V  | N  | P  | GF | GS | DR  |
|  | ---- | ---------------------- | -- | -- | -- | -- | -- | -- | -- | --- |
|  | 1.   | Millonarios            | 63 | 47 | 23 | 17 | 7  | 89 | 51 | +38 |
|  | 2.   | Atlético Junior        | 57 | 47 | 22 | 13 | 12 | 62 | 45 | +17 |
|  | 3.   | Deportivo Cali         | 55 | 47 | 22 | 11 | 14 | 78 | 63 | +15 |
|  | 4.   | Atlético Nacional      | 53 | 47 | 21 | 11 | 15 | 68 | 42 | +26 |
|  | 5.   | Cristal Caldas         | 49 | 47 | 20 | 9  | 18 | 68 | 62 | +6  |
|  | 6.   | Santa Fe               | 48 | 47 | 16 | 16 | 15 | 49 | 52 | -3  |
|  | 7.   | Atlético Bucaramanga   | 46 | 47 | 15 | 16 | 16 | 48 | 55 | -7  |
|  | 8.   | Deportes Quindío       | 45 | 47 | 11 | 23 | 13 | 57 | 59 | -2  |
|  | 9.   | Unión Magdalena        | 44 | 47 | 13 | 18 | 16 | 50 | 53 | -3  |
|  | 10.  | Independiente Medellín | 44 | 47 | 15 | 14 | 18 | 55 | 69 | -14 |
|  | 11.  | Deportivo Pereira      | 42 | 47 | 12 | 18 | 17 | 55 | 68 | -13 |
|  | 12.  | Cúcuta Deportivo       | 41 | 47 | 12 | 17 | 18 | 47 | 65 | -18 |
|  | 13.  | América de Cali        | 39 | 47 | 15 | 9  | 23 | 62 | 71 | -9  |
|  | 14.  | Deportes Tolima        | 32 | 47 | 8  | 16 | 23 | 41 | 74 | -33 |

Legenda:
         Qualificato al girone finale.
Note:
Due punti a vittoria, uno a pareggio, zero a sconfitta.

## Girone finale
|                     | Pos. | Squadra           | Pt | G  | V | N | P | GF | GS | DR  |
| ------------------- | ---- | ----------------- | -- | -- | - | - | - | -- | -- | --- |
| Colombia (bandiera) | 1.   | Atlético Nacional | 14 | 10 | 6 | 2 | 2 | 20 | 7  | +13 |
|                     | 2.   | Deportivo Cali    | 12 | 10 | 5 | 2 | 3 | 23 | 15 | +8  |
|                     | 3.   | Millonarios       | 12 | 10 | 5 | 2 | 3 | 15 | 11 | +4  |
|                     | 4.   | Atlético Junior   | 11 | 10 | 5 | 1 | 4 | 15 | 15 | 0   |
|                     | 5.   | Cristal Caldas    | 7  | 10 | 3 | 1 | 6 | 14 | 21 | -7  |
|                     | 6.   | Deportes Quindío  | 4  | 10 | 1 | 2 | 7 | 7  | 25 | -18 |

Legenda:

         Campione di Colombia 1976 e qualificato alla Coppa Libertadores 1977
         Qualificato alla Coppa Libertadores 1977
Due punti a vittoria, uno a pareggio, zero a sconfitta.

## Statistiche

### Classifica marcatori
| Gol |  |  | Giocatore             | Squadra           |
| --- |  |  | --------------------- | ----------------- |
| 33  |  |  | Miguel Ángel Converti | Millonarios       |
| 31  |  |  | Oswaldo Palavecino    | Atlético Junior   |
| 28  |  |  | Jorge Cáceres         | América de Cali   |
| 28  |  |  | Alberto Benitez       | Deportivo Cali    |
| 20  |  |  | Nélson Silva Pacheco  | Atlético Junior   |
| 20  |  |  | Juan Ramón Verón      | Atlético Junior   |
| 17  |  |  | Arístides Del Puerto  | Deportivo Pereira |
| 15  |  |  | Oscar Amarilla        | Cúcuta Deportivo  |
| 15  |  |  | Javier Tamayo         | Atlético Junior   |
| 14  |  |  | Ángel Torres          | Deportivo Cali    |